# Чорногірський заповідний масив
Чорногі́рський запові́дний маси́в — природоохоронна територія в Українських Карпатах. Розташований у Рахівському районі Закарпатської області. Чорногірський заповідний масив є частиною Карпатського біосферного заповідника.

## Створення заповідника
У 1968 році уряд України для збереження унікальних гірських ландшафтів прийняв Постанову про організацію Карпатського заповідника, до якого ввійшов і Чорногірський заповідний масив.

## Склад
Входить до складу транскордонного природного об'єкта «Древні та первісні букові ліси Карпат та інших регіонів Європи», що складається з 78 окремих масивів, які розташовані на території 12 країн. Об'єкт Всесвітньої спадщини ЮНЕСКО. Лише тут найкраще зберігся неоціненний генофонд бука лісового (Fagus sylvatica) та ряду інших видів з його ареалу. Букові праліси Карпат є надзвичайно важливими  для розуміння повної картини історії та еволюції роду бука (Fagus), який завдяки своїй поширеності у північній півкулі є глобально важливим. Бук є однією із найважливіших складових помірних широколистяних лісів, які колись займали 40 відсотків території Європи.
Масив розташований на південних і західних схилах Чорногірського хребта, в межах висот від 700 до 2061 м над р. м. На території масиву, площа якого становить 16375 га, розташована найвища вершина Українських Карпат — Говерла (2061 м). Рельєф високогірної частини масиву носить сліди давнього зледеніння з характерними льодовиковими формами — карами; у деяких з них утворились озера, наприклад Брескул, Верхнє озеро, Бребенескул. 

## Кліматичні особливості
Клімат Чорногірського масиву помірно континентальний. Зі збільшенням висоти над рівнем моря температура повітря понижується, а кількість опадів зростає. Велика кількість опадів обумовлює наявність добре розвинутої гідромережі — на території масиву розташовані джерела численних приток річки Біла Тиса.
Типовими для лісових формацій є світло-бурі та темно-бурі гірсько-лісові ґрунти. У високогір'ї переважають торф'янисто-гірсько-підзолисті та гірсько-лучно-буроземні ґрунти.

## Флора та фауна
Чорногірський заповідний масив характеризується великою різноманітністю флори та фауни. Головний тип рослинності — ліси. В прохолодному кліматі Чорногори чисті бучини мають обмежене поширення і пов'язані з південними схилами. У ширшому висотному діапазоні трапляються мішані листяно-хвойні ліси, що сягають висоти 1200 м. Вище поширені зональні смеречнюки, що утворюють верхню межу лісу, яка тут проходить на висоті 1500–1600 м. У субальпійському поясі поширене криволісся. Значні площі займають трав'янисті формації — альпійські луки. У складі флори Чорногірського масиву нараховується ряд рідкісних видів.
Центральне ядро фауни хребетних Чорногірського масиву — види тайгового та альпійського комплексів. У високогір'ї, на висоті близько 1800 м, трапляються снігова полівка та альпійська тинівка, занесені до Червоної книги України. Характерні  мешканці хвойних та мішаних лісів Чорногори — трипалий дятел, жовтоголовий корольок, гірський дрізд, глухар, рись, ведмідь тощо. Загалом у фауні Чорногірського масиву добре представлені види, характерні для всього лісового поясу Карпат. Чимало видів безхребетних — карпатських та східнокарпатських ендеміків — зареєстровано в Українських Карпатах тільки в Чорногорі.